# Palazzo del Genio Civile (Grosseto)
Le Palazzo del Genio Civile (Palais de Génie Civil) est un palais Art nouveau situé dans le centre historique de Grosseto, en Toscane, donnant sur le Corso Carducci, la rue principale de la ville,.

## Histoire
Le palais a été inauguré en janvier 1911 pour abriter le siège du département de Génie civil de Grosseto.
En 1929, une première extension a été réalisée, selon un projet de l'ingénieur Corrado Costa, qui impliquait la construction de la façade arrière, stylistiquement différenciée de la façade. En 1952, sur la base d'un projet de l'ingénieur Ramella, le bâtiment a été surélevé d'un étage supplémentaire, totalement étranger au modernisme de la façade sous-jacente,,.